# Huracán (cóctel)
El Huracán, o por su nombre en inglés, Hurricane (/'hʌrɪkən/) es un cóctel dulce hecho con ron, jugo de limón y jarabe (sirope) de maracuyá. Es una de las muchas bebidas populares que se sirven en Nueva Orleans. Tradicionalmente se sirve en copa huracán, la cual adoptó su nombre. También es común el usar vasos de plástico desechables, debido a que las leyes de Nueva Orleans permiten beber en público y salir de un bar con una bebida, pero para ello prohíben los recipientes de vidrio.
El Huracán se prepara de manera diferente en las islas Bahamas. La bebida se compone de varias medidas de licor de café, ron 151, crema irlandesa y Grand Marnier. Se encuentra comúnmente en los bares del centro de Nassau.

## Historia
La creación del Hurricane se atribuye al dueño de una taberna de Nueva Orleans, Pat O'Brien. Nació como una variante del daiquirí, pero con maracuyá. El bar supuestamente comenzó como un bar clandestino llamado Club Tipperary del Sr. O'Brien y la contraseña era storm's brewin' («una tormenta se avecina»).
En la década de 1940, necesitaba crear una nueva bebida para ayudarlo a deshacerse de todo el ron menos popular que los distribuidores locales lo obligaron a comprar antes de que pudiera obtener algunas cajas de licores más populares como scotch y otros whiskies. Vertió el brebaje en vasos con forma de lámpara de huracán y lo regaló a los marineros. La bebida se hizo popular, y ha sido un pilar en el Barrio Francés desde entonces.